# ایجبی
ایجبی (به لاتین: Ejby) یک منطقهٔ مسکونی در دانمارک است که در Køge Municipality واقع شده‌است. ایجبی ۱٫۷۴ کیلومتر مربع مساحت و ۳٬۱۵۸ نفر جمعیت دارد.